# Audi RS6
O Audi RS6 é uma versão superesportiva do Audi A6, situando-se ainda acima do Audi S6. O Audi RS6 é disponível no modelo sedã (Saloon) ou perua (Avant). É um dos sedans mais caros do Brasil, sendo lançado em 2009 por R$ 532.000,00.
Duas gerações foram produzidas, a primeira em 2002 indo até 2004, com motor V8 com 480 cv de potência. Esse modelo segue as linhas do A6 em 2002. A segunda geração foi produzida de 2008 a 2010, com motor V10 com 580 cv, se tornando o carro mais forte comercializado pela Audi, só superado por protótipos do R8 V10.

## Galeria
- Primeira geração (2002-2004)
- Segunda geração (2008-2010)
- Terceira geração (2013-2018)
- Quarta geração (2019-presente)